# Пътешественикът
„Пътешественикът“ (на английски: The Pilgrim's Progress) е американска компютърна анимация на християнска тематика от 2019 г., написан и режисиран от Робърт Фернандез, базиран е на едноименния роман от 1678 г., написан от Джон Бъниан. Озвучаващия състав се състои от Дейвид Торп, Джон Рис-Дейвис и Кристин Гети.
В България филмът излиза по кината на 8 април 2022 г. от bTV Studios. В него участва Петър Байков, който озвучава всички герои.